# 인서울2
《인서울 2》은 2020년 6월 12일부터 플레이리스트, 네이버 TV에서 공개되었으며, 2020년 7월 9일(7월 10일) JTBC에서 방영된 드라마로 편성하였다.

## 기획 의도
서로를 인생 최고의 친구라고 자부했던 두 여자가 처음 느껴보는 관계의 권태기를 통해 배워가는, 여자들의 '진짜' 우정 이야기

## 출연진
- 민도희 - 강다미 역
- 진예주 - 이하림 역
- 려운 - 윤성현 역
- 이기택 - 철또 역
- 정혜린 - 우보미 역
- 유비 - 변진수 역
- 윤설 - 지영 역
- 장햇살 - 진 역
- 안지환 - 재일 역
- 최준하 - 상민 역
- 정연주 - 솔 역
- 김인경 - 선 역
- 장요훈 - 수범 역
- 정은표 - 동호필 역

## 제작진
- 플레이리스트
- CP : 장영준
- 제작 : 박태원
- 연출 : 임지은
- PD : 이소정
- 극본 : 정수윤, 김희원

## 시청률
.
.
.
.
.
.
.

| 회차        | 방송 일자       | 전국 시청률 |
| ----------- | --------------- | ----------- |
| 1회         | 2020년 7월 10일 | %           |
| 2회         | 2020년 7월 17일 | %           |
| 3회         | 2020년 7월 24일 | %           |
| 평균 시청률 | 평균 시청률     | %           |

## 같이 보기
- 인서울